# 婦人画報
『婦人画報』（ふじんがほう）とは、ハースト婦人画報社が発売する婦人向け生活情報誌である。毎月1日発売。
2022年現在、現存する日本最古の女性誌である。

## 概要

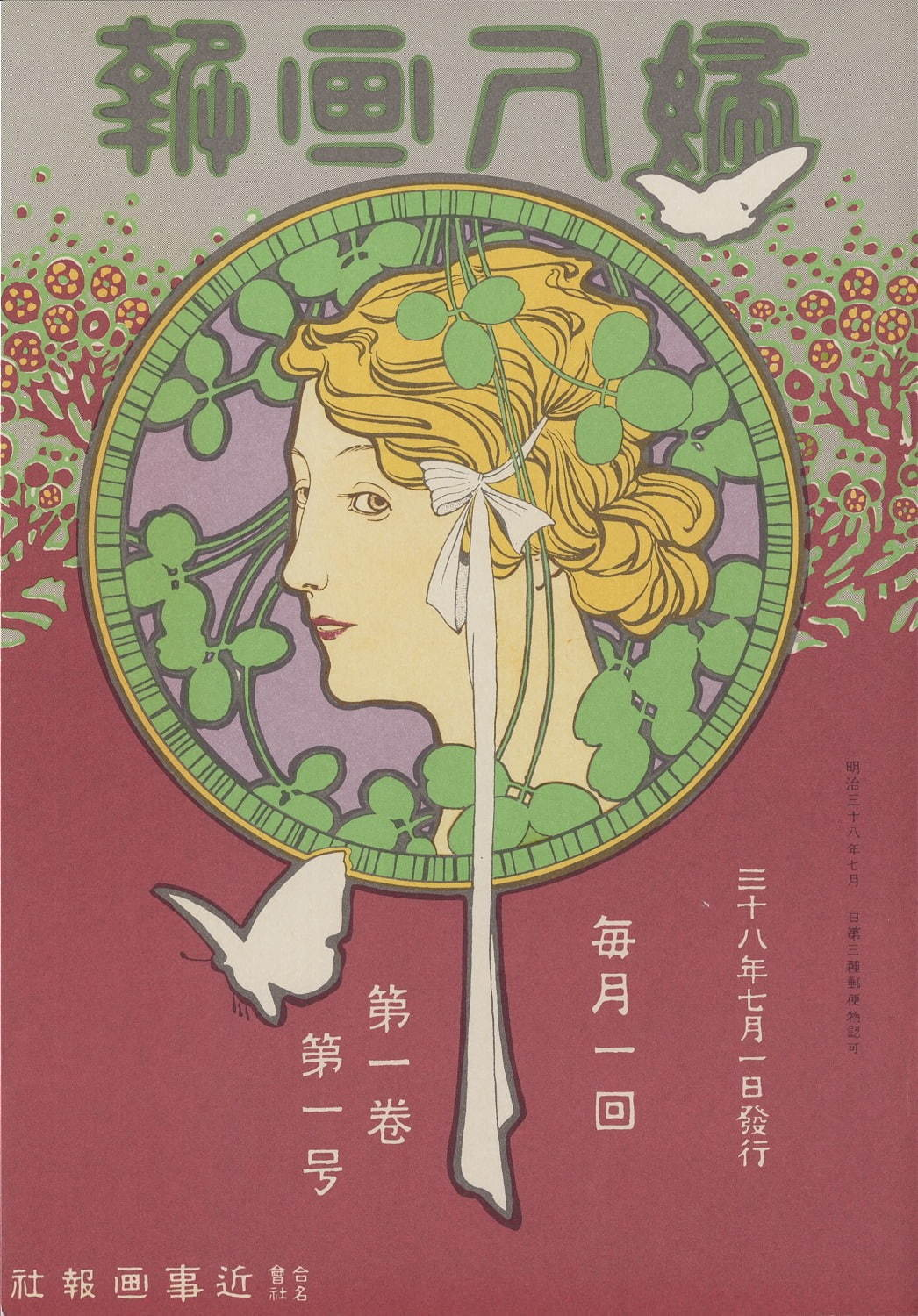
創刊号（明治38年7月号）の表紙

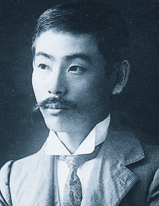
創刊者の国木田独歩

1905年にハースト婦人画報社の原型である近事画報社（のちに婦人画報社）の創業とともに創刊。同社最初の刊行物であり、社名のそもそもの由来でもある。初代編集長は詩人・小説家の国木田独歩で、創刊時の編集人には吉江喬松、窪田空穂、小杉放庵、満谷国四郎などの作家・画家が名を連ねた。
旅行、グルメ、ファッション、ビューティなど、掲載内容は幅広く、同日に世界文化社が発売している『家庭画報』などと並ぶハイカルチャー婦人誌の代表的存在である。
この雑誌の増刊号や派生媒体として、着物専門誌『美しいキモノ』やゴージャス系雑誌『25ans』、男性ファッション誌『MEN'S CLUB』が誕生した。編集長は、西原史（2021年7月〜）。
2019年にウェブサイトがリニューアルされ、「婦人画報デジタル」として本格始動した。

## 備考
- 同出版社が日本版を発売している米国の雑誌『HARPER'S BAZAAR』は、世界最古の女性ファッション誌である。

- 創刊当時の出版に至った背景や掲載内容などが、歴史⽂化学研究者の⻘⽊淳⼦より復刻版の解説として記された、「『婦⼈画報』創刊号と出版の背景―今後の研究の視点」に紹介されている[3]。

## 掲載作品

### 小説・エッセイ
- 泉鏡花『由縁の女』1919年1月-21年2月号
- 太宰治『恥』1942年1月号
- 川端康成『川のある下町の話』1953年1-12月号
- 有吉佐和子『紀ノ川』1959年1-5月
- 山口瞳『江分利満氏の優雅な生活』1961年10月-62年8月号
- 三島由紀夫『黒蜥蜴』1961年12月号
- 瀬戸内晴美『かの子撩乱』1962年7月-64年6月号
- 松本清張『花実のない森』1962年9月-63年8月号
- 五木寛之『朱鷺の墓』1968年3月-76年5月号